# Sidney Coleman

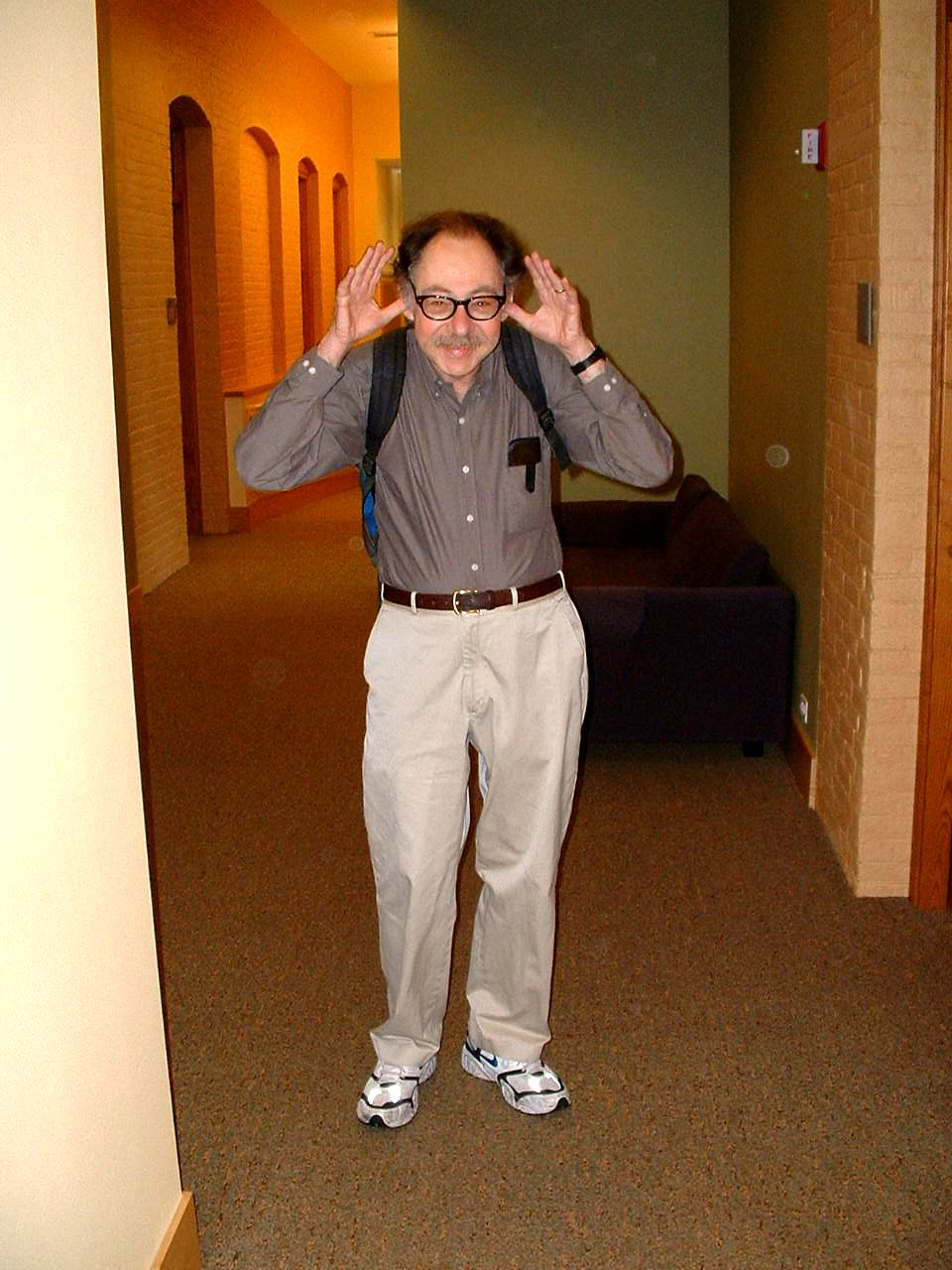
Sidney Coleman an der Harvard University

Sidney Richard Coleman (* 7. März 1937 in Chicago; † 18. November 2007 in Cambridge (Massachusetts)) war ein US-amerikanischer theoretischer Physiker.

## Leben und Werk
Coleman wuchs in Chicago auf. Er studierte am Illinois Institute of Technology (Bachelor-Abschluss 1957) und promovierte 1962 am California Institute of Technology bei Murray Gell-Mann mit der Arbeit The Structure of Strong Interaction Symmetries. Ab 1961 war er Corning Lecturer und Fellow an der Harvard University, wo er 1963 Assistant Professor, 1966 Associate Professor und 1969 Professor wurde. Ab 1980 war er dort Donner Professor of Science. 2003 emeritierte er.
Coleman arbeitete auf dem Gebiet der Teilchenphysik und Quantenfeldtheorie (QFT). Seine Vorlesungen (z. B. in den Sommerschulen im italienischen Erice auf Sizilien ab 1966, aber auch auf den Sommerschulen in Cargese auf Korsika und in Aspen in Colorado) über dieses Gebiet der theoretischen Physik wurden berühmt für ihre Klarheit und Verständlichkeit und fanden weite Verbreitung. 30 Jahre lang hielt er eine viel besuchte QFT Vorlesung in Harvard.
1967 zeigte Coleman mit Jeffrey Mandula, dass es keine nicht-trivialen Vereinigungen der in der Poincaré-Gruppe zusammengefassten Raum-Zeit Symmetrien mit internen Symmetrien gibt (Coleman-Mandula-Theorem, ein spezielleres Theorem in dieser Richtung bewies Lochlainn O’Raifeartaigh 1965). In den 1970er Jahren untersuchte er u. a. mit Erick Weinberg spontane Symmetriebrüche durch Quantenfluktuationen (Coleman-Weinberg-Mechanismus). 1973 bewies er die Nicht-Existenz von Goldstonebosonen in QFT mit 2 Dimensionen (einer Raum und einer Zeit-Dimension), einer Variante des Mermin-Wagner-Hohenberg-Theorems in der statistischen Mechanik (dort verbietet es in zwei oder weniger Dimensionen den spontanen Bruch kontinuierlicher Symmetrien). Einflussreich waren auch Colemans Untersuchungen des Zerfalls metastabiler („falscher“) Vakuumzustände mit Anwendungen in der Kosmologie. Nach dieser Theorie entstehen neue Universen als expandierende Blasen in einem falschen Vakuum, das heißt aus Zuständen höherer Energie, die aber klassisch vor dem Zerfall durch eine Energiebarriere gehindert werden, quantenmechanisch aber durch Tunnelung der Barriere zerfallen können. 1988 trat er mit einer Theorie zur Erklärung des Verschwindens der Kosmologischen Konstanten hervor. Er erklärte dies dadurch, dass das Universum auf der Planck-Skala aus Wurmlöchern besteht, über die das Universum mit anderen Universen verbunden ist. Ein Wert null der kosmologischen Konstanten ergibt sich dann als eine Art Interferenzeffekt zwischen den verschiedenen Universen.
2000 erhielt er den Dannie-Heineman-Preis für mathematische Physik und 1990 die Dirac-Medaille (ICTP). Posthum erhielt er den Erice Preis. 1964 war er Sloan Research Fellow. Er war Mitglied der National Academy of Sciences, deren NAS Award for Scientific Reviewing er 1989 erhielt, und der American Academy of Arts and Sciences.
In seinen letzten Lebensjahren litt er unter einer Form der Parkinson-Krankheit. 2005 wurde eine Konferenz ihm zu Ehren an der Harvard-Universität („Sidneyfest“) abgehalten, an der auch viele Nobelpreisträger teilnahmen.
Zu seinen Doktoranden zählen David Politzer (den Coleman bei seiner Arbeit über Asymptotische Freiheit, die ihm den Nobelpreis eintrug, betreute), Erick Weinberg, Ian Affleck, Carl M. Bender, Gregory W. Moore, Philip Nelson, Jeffrey Mandula, Anthony Zee, Paul Steinhardt, Lee Smolin, Leonard Parker, Jacques Distler, David J. Griffiths.
Coleman war seit 1982 verheiratet. Er hatte seit seiner Jugend ein Faible für Science Fiction und beriet auch einige Science-Fiction-Autoren.

## Schriften (Auswahl)
- mit Jeffrey Mandula: All Possible Symmetries of the {\displaystyle S} Matrix. In: Physical Review. Serie 2, Band 159, Nummer 5, 1967, S. 1251–1256, (Coleman-Mandula-Theorem).
- There are no Goldstone Bosons in two dimensions. In: Communications in Mathematical Physics. Band 31, Nummer 4, 1973, S. 259–264, doi:10.1007/BF01646487.
- mit Erick Weinberg: Radiative Corrections of spontaneous symmetry breaking. In: Physical Review D. Band 7, Nummer 6, 1973, S. 1888–1911, doi:10.1103/PhysRevD.7.1888.
- Fate of the false vacuum.
  - (Teil 1): Semiclassical Analysis. In: Physical Review D. Band 15, Nummer 10, 1977, S. 2929–2936, doi:10.1103/PhysRevD.15.2929;
  - Teil 2: mit Curtis G. Callan, Jr.: First Quantum Corrections. In: Physical Review D. Band 16, Nummer 6, 1977, S. 1762–1768, doi:10.1103/PhysRevD.16.1762.
- mit Frank De Luccia: Gravitational effects on and off vacuum decay. In: Physical Review D. Band 21, Nummer 12, 1980, S. 3305–3315, doi:10.1103/PhysRevD.21.3305.
- Aspects of Symmetry. Selected Erice Lectures. Cambridge University Press, Cambridge u. a. 1985, ISBN 0-521-26706-4.
- Why there is nothing rather than something: Theory of the Cosmological Constant. In: Nuclear Physics B. Band 310, Nummer 3/4, 1988, S. 643–668, doi:10.1016/0550-3213(88)90097-1.